# Усть-Міаське
Усть-Міа́ське (рос. Усть-Миасское) — село у складі Каргапольського району Курганської області, Росія. Адміністративний центр Усть-Міаської сільської ради.
Населення — 506 осіб (2010, 574 у 2002).
Національний склад населення станом на 2002 рік: росіяни — 97 %.
Село засноване 1650 року як Усть-Міаський острог кінним козаком Тобольського розряду Давидом Андрієвим.